# August Wilhelm Ambros
August Wilhelm Ambros (Mýto, perto de Praga, 17 de Novembro de 1816 – Viena, 28 de Junho de 1876) foi um compositor e musicólogo austríaco, autor da obra "Geschichte der Musik" (História da Música) em 4 volumes. Foi também professor no Conservatório de Viena.

## Vida
Ele nasceu em Mýto, distrito de Rokycany, Bohemia. Seu pai era um homem culto, e sua mãe era irmã de Raphael Georg Kiesewetter (1773-1850), o arqueólogo musical e colecionador. Ambros estudou na Universidade de Praga e foi bem educado em música e artes, que eram sua paixão permanente. Ele foi, no entanto, destinado ao Direito e a uma carreira oficial na função pública austríaca, e ocupou vários cargos importantes no Ministério da Justiça, sendo a música uma diversão.
A partir de 1850, tornou-se conhecido como crítico e redator de ensaios, e em 1860 começou a trabalhar em sua magnum opus, sua História da Música, publicada em intervalos a partir de 1862 em cinco volumes, os dois últimos (1878, 1882) sendo editado e concluído por Otto Kade e Wilhelm Langhans.
Ambros foi professor de história da música em Praga de 1869 a 1871. Também em Praga, ele fez parte do conselho de governadores do Conservatório Real de Praga. Em 1872, ele morava em Viena e foi contratado pelo Departamento de Justiça como oficial e pela família do príncipe Rudolf como seu tutor. Por meio de seu trabalho em Viena, ele obteve uma licença de meio ano para deixá-lo viajar pelo mundo para coletar informações musicais para incluir em seu livro de História da Música. Ele foi um excelente pianista e autor de várias composições que lembram Felix Mendelssohn.
Ambros morreu em Viena, Áustria, aos 59 anos.

## Trabalhos

### Livros[7]
- Die Grenzen der Musik und Poesie. Eine Studie zur Ästhetik der Tonkunst, (Os limites da música e da poesia. Um estudo sobre a estética da música) Praga 1856
- Der Dom zu Prag (Catedral de Praga), Praga 1858
- Das Conservatorium in Prag. Eine Denkschrift bei Gelegenheit der fünfzigjährigen Jubelfeier der Gründung (O Conservatório de Praga. Um memorando por ocasião do 50º aniversário da fundação), Praga 1858 (versão online)
- Culturhistorische Bilder aus dem Musikleben der Gegenwart (Imagens culturais e históricas da vida musical contemporânea), Leipzig 1860 – 2. Aufl. 1865 (versão online)
- Geschichte der Musik (História da musica)
  - I. A música da Grécia Antiga e do Oriente. Wroclaw 1862.
  - II. A. Os primórdios da arte ocidental europeia. B. O desenvolvimento do canto polifônico regular. Wroclaw 1864.
  - III. A. O tempo dos holandeses. B. A música na Alemanha e na Inglaterra. C. Música italiana do século XV. Wroclaw 1868.
  - IV. [Música na Itália de Palestrina até cerca de 1650]. "Fragment", Leipzig 1878.
  - V. Obras de argila selecionadas dos mestres mais famosos dos séculos XV e XVI. Editado por Otto Kade com base em partituras que ficaram inacabadas. Leipzig 1882.
  - Índice de nomes e assuntos. Criado por Wilhelm Bäumker. 1882
- Bunte Blätter. Skizzen und Studien für Freunde der Musik und der bildenden Kunst (Folhas coloridas. Esboços e estudos para amigos da música e das artes visuais). (versão online - Digitalen Bibliothek Mecklenburg-Vorpommern)
  - [Vol. 1]. Leipzig 1872.
  - Novo episódio [vol. 2]. Leipzig 1874.
  - Folhas coloridas [dois volumes em um; apenas os ensaios sobre música, ed. por Emil Vogel.] 1896.
- Dois legados musicais. Pressburg e Leipzig 1882.

### Artigos
Uma bibliografia dos numerosos ensaios, estudos, esboços, etc. que apareceram em revistas e jornais diários (Neue Zeitschrift für Musik, Leipzig; Bohemia, Praga; Abendpost, Neue Freie Presse, Viena, etc.) ainda está faltando; seria importante porque, de acordo com o auto-testemunho de Ambros (Bunte Blätter I, VI f.), artigos de periódicos anteriores e páginas de destaque só foram incorporados em suas próprias coleções de uma forma fortemente reformulada. No momento, a Universidade de Viena está trabalhando em uma edição histórico-crítica de seus ensaios e resenhas musicais dos anos de 1872 a 1876.

### Composições[8]
Ambros escreveu canções, música de câmara, peças de caráter e sonatas para piano, bem como numerosas obras inéditas, como as óperas Libuša's Prophecy, Břetislav a Jitka, aberturas para peças de Kleist, Calderón e Shakespeare, duas missas, um Stabat Mater e duas sinfonias. Ele foi um dos compositores mais respeitados de Praga na década de 1840, mas, com exceção de suas aberturas, não teve muito sucesso fora da cidade.